# Phoenix Suns 2007-2008
La stagione 2007-08 dei Phoenix Suns fu la 40ª nella NBA per la franchigia.
I Phoenix Suns arrivarono secondi nella Pacific Division della Western Conference con un record di 55-27. Nei play-off persero al primo turno con i San Antonio Spurs (4-1).

## Roster
| N° | Naz.                               | Ruolo | Sportivo          | Anno | Alt. | Peso |
| -- | ---------------------------------- | ----- | ----------------- | ---- | ---- | ---- |
| 1  | Stati Uniti (bandiera)             | AC    | Amar'e Stoudemire | 1982 | 208  | 111  |
| 2  | Stati Uniti (bandiera)             | G     | Marcus Banks      | 1981 | 188  | 91   |
| 2  | Croazia (bandiera)                 | GA    | Gordan Giriček    | 1977 | 198  | 95   |
| 3  | Francia (bandiera)                 | AC    | Boris Diaw        | 1982 | 203  | 98   |
| 4  | Nuova Zelanda (bandiera)           | AC    | Sean Marks        | 1975 | 208  | 113  |
| 8  | Stati Uniti (bandiera)             | G     | D.J. Strawberry   | 1985 | 196  | 91   |
| 10 | Brasile (bandiera)                 | G     | Leandro Barbosa   | 1982 | 191  | 80   |
| 13 | Canada (bandiera)                  | G     | Steve Nash        | 1974 | 191  | 88   |
| 19 | Isole Vergini Americane (bandiera) | G     | Raja Bell         | 1976 | 196  | 93   |
| 29 | Stati Uniti (bandiera)             | A     | Alando Tucker     | 1984 | 198  | 93   |
| 31 | Stati Uniti (bandiera)             | A     | Shawn Marion      | 1978 | 201  | 100  |
| 32 | Stati Uniti (bandiera)             | C     | Shaquille O'Neal  | 1972 | 216  | 147  |
| 33 | Stati Uniti (bandiera)             | A     | Grant Hill        | 1972 | 203  | 102  |
| 43 | Stati Uniti (bandiera)             | A     | Linton Johnson    | 1980 | 203  | 93   |
| 52 | Stati Uniti (bandiera)             | GA    | Eric Piatkowski   | 1970 | 201  | 98   |
| 54 | Stati Uniti (bandiera)             | A     | Brian Skinner     | 1976 | 206  | 116  |

## Staff tecnico
- Allenatore: Mike D'Antoni
- Vice-allenatori: Alvin Gentry, Phil Weber, Dan D'Antoni, Todd Quinter, Jay Humphries
- Preparatore atletico: Aaron Nelson
- Assistente preparatore: Mike Elliott
- Preparatore fisico: Erik Phillips